# William L. Hungate

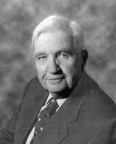
William L. Hungate

William Leonard Hungate (* 14. Dezember 1922 in Benton, Illinois; † 22. Juni 2007 in Chesterfield, Missouri) war ein US-amerikanischer Jurist und Politiker. Zwischen 1964 und 1977 vertrat er den Bundesstaat Missouri im US-Repräsentantenhaus; später wurde er Bundesrichter.

## Werdegang
William Hungate besuchte die öffentlichen Schulen seiner Heimat, darunter die Bowling Green High School. In den folgenden Jahren studierte er am Central Methodist College in Fayette, der University of Michigan in Ann Arbor und der University of Missouri in Columbia. Während des Zweiten Weltkriegs diente er zwischen 1943 und 1946 in der US Army. Dabei war er in Europa eingesetzt. Für seine militärischen Leistungen wurde er unter anderem mit dem Bronze Star ausgezeichnet. Nach einem Jurastudium an der Harvard University und seiner 1948 erfolgten Zulassung als Rechtsanwalt begann er in diesem Beruf zu arbeiten. Von 1951 bis 1956 war Hungate Staatsanwalt im Lincoln County; zwischen 1958 und 1964 arbeitete er als Special Assistant im Büro des Attorney General von Missouri.
Politisch war Hungate Mitglied der Demokratischen Partei. Nach dem Tod des langjährigen Abgeordneten Clarence Cannon wurde er als dessen Nachfolger bei der fälligen Nachwahl für den neunten Sitz von Missouri in das US-Repräsentantenhaus in Washington, D.C. gewählt, wo er am 3. November 1964 sein neues Mandat antrat. Nach sechs Wiederwahlen konnte er bis zum 3. Januar 1977 im Kongress verbleiben. Unter anderem saß er dort im Justizausschuss. In dieser Eigenschaft war er auch an den Vorbereitungen zum Amtsenthebungsverfahren gegen Präsident Richard Nixon wegen der Watergate-Affäre beteiligt. Dieses kam aber wegen des Rücktritts von Nixon nicht zustande. Er war auch ein Gegner der von Nixons Nachfolger Gerald Ford für diesen erlassenen Amnestie. In Hungates Zeit als Kongressabgeordneter fielen auch der Vietnamkrieg und der Höhepunkt der Bürgerrechtsbewegung.
Im Jahr 1976 verzichtete Hungate auf eine weitere Kongresskandidatur. Von 1977 bis 1979 lehrte er an der University of Missouri. Danach war er zwischen 1979 und 1992 Richter am Bundesbezirksgericht für den östlichen Teil von Missouri (United States District Court for the Eastern District of Missouri). In den Jahren 1985 und 1986 war er innerhalb der American Bar Association Bundesvorsitzender der Kommission für Strafrichter. William Hungate starb am 22. Juni 2007 in Chesterfield.